# Villers-la-Combe
Villers-la-Combe – miejscowość i gmina we Francji, w regionie Burgundia-Franche-Comté, w departamencie Doubs.
Według danych na rok 1990 gminę zamieszkiwało 50 osób, a gęstość zaludnienia wynosiła 9 osób/km² (wśród 1786 gmin Franche-Comté Villers-la-Combe plasuje się na 693. miejscu pod względem liczby ludności, natomiast pod względem powierzchni na miejscu 761.).